# Rouge (album Red Cardell)
Pour les articles homonymes, voir Rouge (homonymie).
Albums de Red Cardell
Douleur
(1996)
Rouge est le 1er album du groupe Red Cardell.

## Présentation
Dans une chronique de l'album parue dans le magazine ArMen, le journaliste remarque que « Côté texte, si les Red Cardell n'engendrent guère la mélancolie, ils pratiquent aussi la contestation musclée. Égrenant leurs ritournelles en anglais, en français et en breton, ils rappellent, par exemple, le massacre de milliers de Bretons au camp de Conlie en 1871, ou l'émigration forcée de millions d'autres. Voilà un orchestre "An d'rock mod nevez" qui gueule son pays avec tonicité. »

## Liste des titres
| No  | Titre                 | Durée |
| --- | --------------------- | ----- |
| 1.  | Pol tax rap           |       |
| 2.  | We've got to be alone |       |
| 3.  | Conlie                |       |
| 4.  | Last train            |       |
| 5.  | I closed my eyes      |       |
| 6.  | Politician Desease    |       |
| 7.  | An hûnvre             |       |
| 8.  | Cardell's blues       |       |
| 9.  | Cirrhose              |       |
| 10. | Dub for it            |       |
| 11. | Metal frame           |       |
| 12. | Kas Ha Bar            |       |
| 13. | Camel's walk          |       |
| 14. | Ur Vro                |       |
| 15. | Chow !                |       |

- Textes : Jean-Pierre Riou
- Musiques : Jean-Pierre Riou, Jean Michel Moal, Ian Proërer

## Crédits

### Musiciens
- Jean-Pierre Riou : chant, guitare électrique, acoustique et 12 cordes, bombarde.
- Jean-Michel Moal : accordéon midi et acoustique, synthétiseurs.
- Ian Proërer : batterie et percussions.
- Patrick Goyat : basse

### Réalisation
- Produit par : Ker Opus
- Distribué par : Arcade
- Enregistré par : Johannes Uwe Teichert
- Mixé par : Johannes Uwe Teichert et Patrick Kiffer
- Réalisé par : Red Cardell et Patrick KIffer

### Hommage
- l'album est dédié à Bernard Hinault